# Bernhard Sommerlad

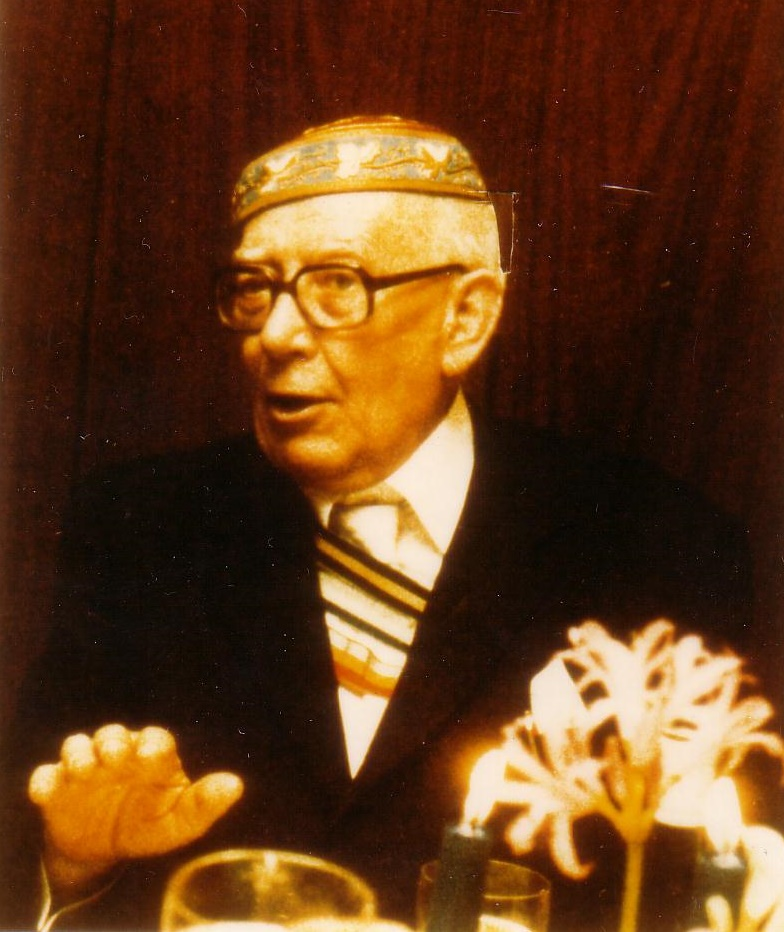
Bernhard Sommerlad

Bernhard Sommerlad (* 17. Januar 1905 in Halle (Saale); † 31. März 1979 in West-Berlin) war ein deutscher Journalist, Verlagsbuchhändler, Historiker und Schriftsteller.

## Leben
Nach dem Abitur in Halle war Sommerlad zunächst als Zeitfreiwilliger und Offizieranwärter bei der Reichswehr. Anschließend studierte er ab dem Sommersemester 1925 Geschichte, Geographie und Philologie an der Friedrichs-Universität Halle. Er wurde im Corps Borussia Halle aktiv, das ihn 1926 recipierte. Er engagierte sich in der Hochschulpolitik und war Schriftleiter der Hallenser Universitätszeitung. 1930 promovierte er zum Dr. phil. Nach einer journalistischen Ausbildung war er Presseoffizier bei der Reichswehr, dann Ressortleiter Innenpolitik bei der Deutschen Zeitung.

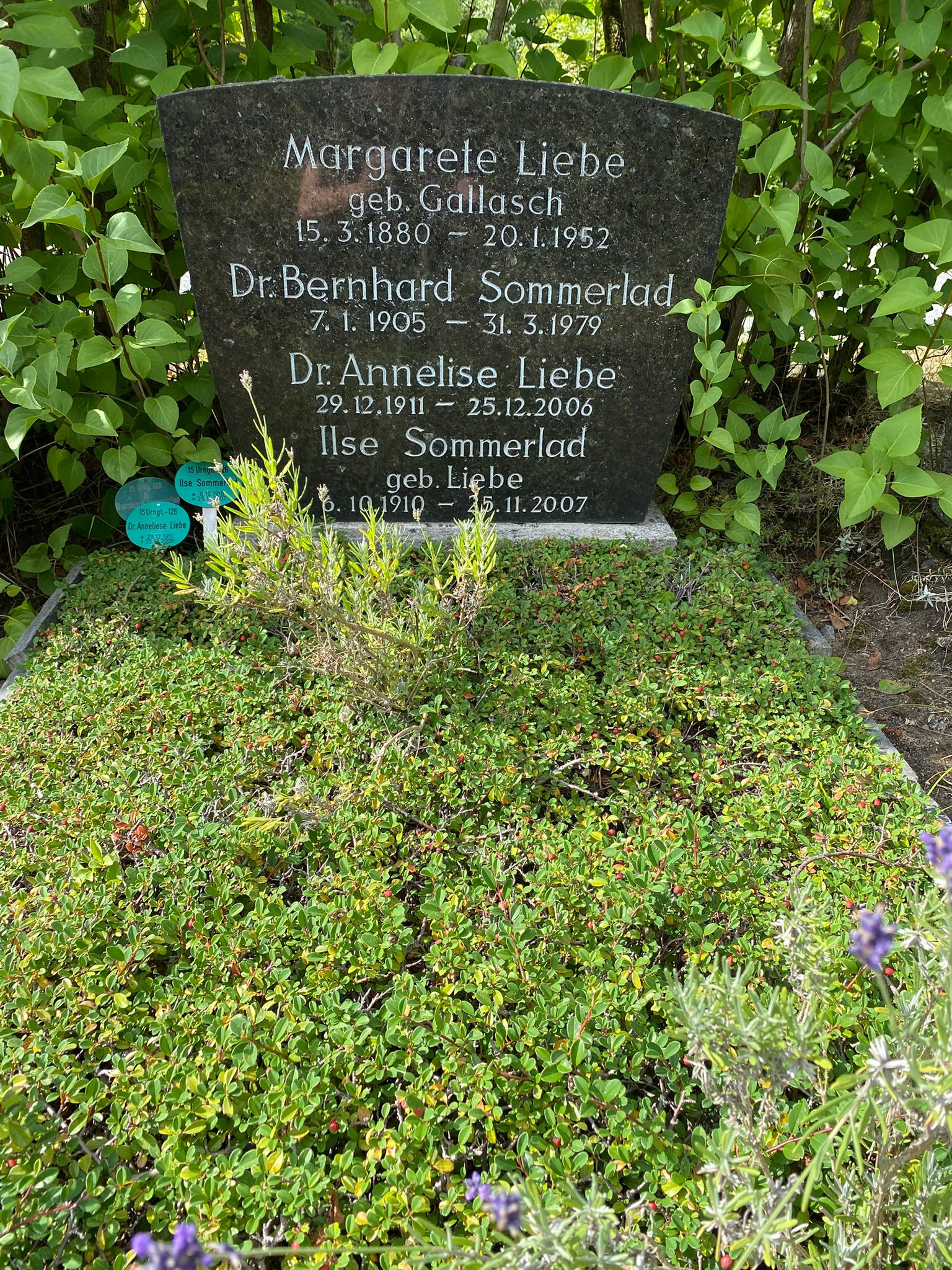
Grabstätte auf dem Parkfriedhof Lichterfelde

In der Zeit des Nationalsozialismus wurde er Abteilungsleiter im Stabsamt des Reichsbauernführers. Angeblich trat er mit einem antisemitischen Beitrag hervor. Sommerlad war Unterscharführer in der SS. Außerdem verfasste er einen mit seinem Kürzel versehenen antisemitischen Beitrag in der siebten Ausgabe der SS-Leithefte im Jahr 1937. Im Zweiten Weltkrieg war er als Hauptmann der Reserve bei der Flak an der Kriegsfront, zuletzt auf den Kanalinseln; als Teil des Atlantikwalls waren sie das einzige von der Wehrmacht besetzte britische Territorium. Am Tag nach der bedingungslosen Kapitulation der Wehrmacht geriet er dort in britische Kriegsgefangenschaft, aus der er 1948 entlassen wurde.
Mit seinem älteren Bruder Wilhelm Sommerlad erhielt er 1949 das Band des Hallenser Nachfolgecorps Saxonia Frankfurt am Main. Von 1951 bis 1972 war er beim Verlag Walter de Gruyter. Von 1957 bis 1961 nahm er einen Lehrauftrag für Wirtschaftsgeschichte an der Freien Universität Berlin wahr. Vom 20. Januar 1961 bis zu seinem Tode war er Vorsitzender des Teltower AHSC zu Berlin. In Berlin wurde ihm 1972 noch das Band der Lusatia Leipzig verliehen. Als Pensionär widmete er sich der Studentengeschichte. Aufsehen erregten seine genealogischen Untersuchungen zur Herkunft von Silvia von Schweden geb. Sommerlath.
Seine letzte Ruhestätte erhielt Bernhard Sommerlad auf dem Parkfriedhof Lichterfelde.

## Auszeichnungen
- Flak-Kampfabzeichen
- Kriegsverdienstkreuz II. und I. Klasse mit Schwertern

## Werke
- Nachrichten über das Geschlecht Andreas Pitterlin und mit ihm blutsverwandte Familien. 1929. GoogleBooks
- Die Bibliotheken des Deutschen Ordens in seinen deutschen Balleien. Zentralblatt für Bibliothekswesen 47 (1930), S. 6–12.
- Die Deutschordensballei Thüringen von ihrer Gründung bis zum Ausgang des 15. Jahrhunderts 1930 DNB 571566006 (Dissertation Universität Halle 1930, 79 Seiten), auch in: Thüringisch-Sächsische Zeitschrift für Geschichte und Kunst. Band 19, im Buchhandel unter dem Titel Der Deutsche Orden in Thüringen, als: Forschungen zur Thüringisch-Sächsischen Geschichte. Heft 20.
- Die Italienzüge der deutschen Kaiser. 1936. GoogleBooks
- Aus der Dunkelkammer der Leibeigenschaft. 1938.
- Ein origineller Korrektor. Börsenblatt für den deutschen Buchhandel, Bd. 10 (1954), S. J13–J14.
- Charakterköpfe des Buchhandels. Börsenblatt für den deutschen Buchhandel Bd. 11 (1955), S. J49–J50 und J75–J77.
- Die Autorenhonorare Georg Andreas Reimers. Börsenblatt für den deutschen Buchhandel, Bd. 11 (1955), S. 750–752.
- Der deutsche Didot. 1956. GoogleBooks
- Zum 100. Geburtstag Walter de Gruyters am 10. Mai. Börsenblatt für den deutschen Buchhandel, Bd. 18. (1962), S. 821–823.
- Lebensbilder. Alexander Georg Achilles Neoborussiae Halle [1833–1900]. Einst und Jetzt, Bd. 9 (1964), S. 149–152.
- Der Deutsche Ritterorden in Mitteldeutschland. Vortrag gehalten am 22. April 1966 auf der Jahrestagung des Mitteldeutschen Kulturrates in Bad Mergentheim. GoogleBooks
- Walter Bloem zum 25. Todestag. Deutsche Corpszeitung 3/1976, S. 137.
- Der Corpsstudent Robert Schumann. Einst und Jetzt, Bd. 22 (1977), S. 75–86.
- Mitteldeutschland in der deutschen Geschichte, in: Mitteldeutscher Kulturrat (Hg.): Aus Deutschlands Mitte, Teil 3, Mitteldeutschland – Versuche begrifflicher Definition unter fachwissenschaftlichen Aspekten. Bonn 1978, S. 25–58.
- Wartburgfest und Corpsstudenten. Einst und Jetzt, Bd. 16 (1979), S. 16–42.